# Funhouse (Album)

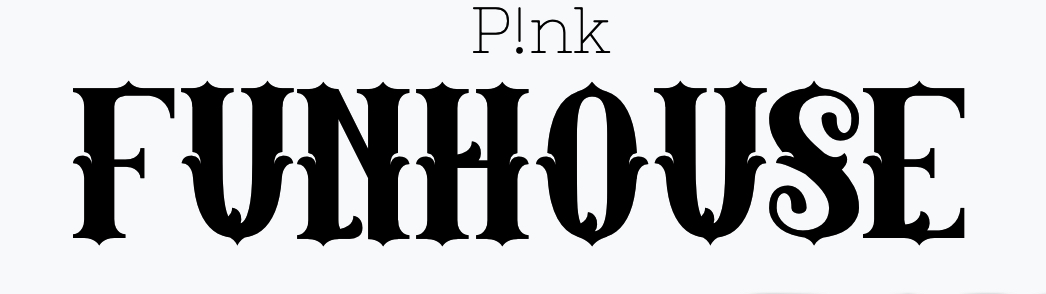
Logo

Funhouse (englisch für „Spaßhaus“) ist das fünfte Studioalbum der US-amerikanischen Popsängerin Pink, das Ende Oktober 2008 von LaFace Records weltweit veröffentlicht wurde.

## Entstehungsgeschichte
Ursprünglich wollte Pink ihr Album Got Attitude benennen, anschließend Heartbreak is a motherf***er, was ihre Plattenfirma allerdings nicht zuließ, da LaFace Records befürchtete, dass durch die anstößige Sprache weniger Alben verkauft würden. Pink sagte ebenfalls, dass ihr Album nicht Untergang und Verzweiflung vermitteln solle, da es bereits genügend Alben dieser Art gäbe und es nach Spaß klingen sollte. Dadurch sei der Albentitel Funhouse entstanden. Als weiteren Grund gibt sie an, dass das Leben wie Karneval sei und mit Spaß assoziiert würde. Sie verglich dabei auch Clowns, die auf der einen Seite für glücklich gehalten würden, auf der anderen Seite aber auch unheimlich seien. Dies zeigt sich auch im Titelsong Funhouse, wo Pink beschreibt, dass alles Spaß sei. Für die Albenaufnahmen reiste Pink unter anderem nach London zu „Eg White“ oder zu Max Martin in Stockholm.
Pink hatte ungefähr 30–35 Songs geschrieben und aufgenommen. Sie beschrieb die Songs als „Kinder“, von denen nicht alle auf dem Album enthalten sein könnten. Allerdings sei es durch die unterschiedlichen Wünsche verschiedener Länder möglich, die ursprünglich nicht für das Album vorgesehenen Lieder als Extra- oder Bonus-Songs dennoch auf den jeweiligen internationalen Versionen vorzufinden.
Pink sagte über dieses Album, sie zeige darin so viel Verletzlichkeit wie auf keinem anderen ihrer Alben. Die Texte spielen teilweise auf die Trennung von Moore und Carey Hart an. Dass sie zu diesem auch „gemein“ sein konnte, soll der Song Please Don’t Leave Me zeigen, dessen Musikvideo von dem Thriller Misery inspiriert wurde.

## Promotion
Um ihr fünftes Studioalbum und die Lead-Single zu promoten, hatte Pink zweimal auf dem neuen TV-Sender FNMTV gastmoderiert und zeigte die Weltpremiere von So What am 22. August 2008 auf FNMTV. Im darauffolgenden September 2008 sang Pink live bei den amerikanischen MTV Video Music Awards 2008 und trat mit einem Live-Special bei MuchMusic auf.
Pink besuchte im Oktober 2008 Australien für ihre Promotion-Tour und gab im Oktober eine Live-Performance bei den ARIA Music Awards 2008 in Sydney. Pink sang zudem einige Songs bei 4Music im Oktober 2008, einschließlich So What, Sober, Please Don’t Leave Me und dem U.K. Nr.1 Hit Just Like a Pill und trat im Januar 2010 bei den Grammy Awards auf.

## Titelliste

### Standard Version
| #  | Titel                 | Songwriter                                             | Produzent(en)                         | Länge |
| -- | --------------------- | ------------------------------------------------------ | ------------------------------------- | ----- |
| 1  | So What               | Pink, Max Martin, Shellback                            | Max Martin                            | 3:35  |
| 2  | Sober                 | Pink, Nathaniel Hills, Kara DioGuardi, Marcella Ariaca | Danja, Tony Kanal, Jimmy Harry        | 4:11  |
| 3  | I Don’t Believe You   | Pink, Max Martin                                       | Max Martin                            | 4:36  |
| 4  | One Foot Wrong        | Pink, Francis White                                    | Eg White                              | 3:24  |
| 5  | Please Don’t Leave Me | Pink, Max Martin                                       | Max Martin                            | 3:52  |
| 6  | Bad Influence         | Pink, Butch Walker, Billy Mann, MachoPsycho            | Butch Walker, Billy Mann, MachoPsycho | 3:37  |
| 7  | Funhouse              | Pink, Tony Kanal, Jimmy Harry                          | Tony Kanal, Jimmy Harry               | 3:25  |
| 8  | Crystal Ball          | Pink, Billy Mann                                       | Billy Mann                            | 3:26  |
| 9  | Mean                  | Pink, Butch Walker                                     | Butch Walker                          | 4:15  |
| 10 | It’s All Your Fault   | Pink, Max Martin, Shellback                            | Max Martin                            | 3:53  |
| 11 | Ave Mary A            | Pink, Billy Mann, Pete Wallace                         | Billy Mann, Al Clay                   | 3:17  |
| 12 | Glitter in the Air    | Pink, Billy Mann                                       | Billy Mann                            | 3:45  |

### Bonus Titel
Internationale Edition
| #  | Titel                                             | Songwriter         | Produzent(en) | Länge |
| -- | ------------------------------------------------- | ------------------ | ------------- | ----- |
| 13 | This Is How It Goes Down (featuring Travis McCoy) | Pink, Butch Walker | Butch Walker  | 3:19  |

Deluxe Edition
| #  | Titel                                             | Songwriter         | Produzent(en) | Länge |
| -- | ------------------------------------------------- | ------------------ | ------------- | ----- |
| 13 | This Is How It Goes Down (featuring Travis McCoy) | Pink, Butch Walker | Butch Walker  | 3:19  |
| 14 | Push You Away                                     | Pink, Butch Walker | Butch Walker  | 3:00  |

Japan Edition
| #  | Titel  | Songwriter                  | Produzent(en) | Länge |
| -- | ------ | --------------------------- | ------------- | ----- |
| 13 | Boring | Pink, Max Martin, Shellback | Max Martin    | 3:15  |

U.K. Edition
| #  | Titel                                             | Songwriter                  | Produzent(en) | Länge |
| -- | ------------------------------------------------- | --------------------------- | ------------- | ----- |
| 13 | This Is How It Goes Down (featuring Travis McCoy) | Pink, Butch Walker          | Butch Walker  | 3:19  |
| 14 | Boring                                            | Pink, Max Martin, Shellback | Max Martin    | 3:15  |

iTunes
| #  | Titel                   | Songwriter       | Produzent(en) | Länge |
| -- | ----------------------- | ---------------- | ------------- | ----- |
| 13 | Why Did I Ever Like You | Pink, Greg Wells | Greg Wells    | 3:25  |
| 14 | Could’ve Had Everything | Pink, Eg White   | Eg White      | 3:09  |

## Songs

### Singles
Mit allen sechs Singleveröffentlichungen (So What, Sober, Please Don’t Leave Me, Funhouse, I Don’t Believe You und Bad Influence) erreichte Pink Platz 1 der Airplay-Charts in Deutschland und stellte damit einen neuen Rekord auf.
Die Lead-Single So What war der bisherige größte Solo-Erfolg für Pink, da sie in 11 Ländern, inklusive der Vereinigten Staaten, dem Vereinigten Königreich und Australien an die Spitze der Single-Charts kletterte. Zudem war der Song in vielen weiteren Ländern unter den Top 5. Der Titel wurde von Pink, in Zusammenarbeit mit Max Martin und Shellback geschrieben und handelt von ihrer Trennung mit Carey Hart. Das Lied erschien am 11. August 2008.
Die zweite Single Sober wurde im November 2008 veröffentlicht und von Pink, Nate „Danja“ Hills, Kara DioGuardi und Marcella Ariaca geschrieben. Die Single wurde von Danja, Kanal und Jimmy Harry produziert. Das Video (Regie: Jonas Åkerlund) hatte im Dezember 2008 Weltpremiere.
In dem Song Please Don’t Leave Me, der am 17. April 2009 als dritte Single erschien, geht es erneut um ihre gescheiterte Ehe. Pink denkt jedoch, dass dieser Song in einer Art und Weise auch lustig sei.
Der Titelsong Funhouse erschien im August 2009 als vierte Single. Der Song handelt davon, wie Pink selbst sagte: „Wenn dir etwas zu klein ist oder nicht mehr passt, brenn es nieder und fang von vorne an.“
Pinks Lieblingssong aus dem Album ist die fünfte Single I Don’t Believe You, die im November 2009 erschien, weil der Song offen und unverhüllt sei.
Am 26. März 2010 kam mit Bad Influence die sechste und letzte Single aus dem Album heraus.

### Weitere Lieder
Am stolzesten ist Pink auf den Song Crystal Ball. Er beschäftigt sich direkt mit der Trennung, aber es sei die Musik, Melodie, der Text und die Stimme, was sie so stolz mache. Sie selbst sagte: „Ich habe den Song in einem Rutsch aufgenommen, ohne ihn zu mixen. Der Song war einfach perfekt. Es lag an der Atmosphäre, wir wollten es nicht aufpolieren. Ich liebe den Song und hab ihn gerne aufgenommen.“ Sie hat den Song zusammen mit Billy Mann, mit dem Pink befreundet ist und unter anderem bereits für die Songs Stupid Girls, Dear Mr. President und I’m Not Dead mit ihm arbeitete, und mit anderen geschrieben.
One Foot Wrong handelt von einem LSD-Trip, der schiefgelaufen ist. Der Country-Aerosmith-Rock Song Mean stellt viele Fragen, z. B. warum alles schieflief. In Ave Mary A geht es um Streitpunkte und Probleme. Das Lied diente ab 2009 als Titelmelodie für die RTL-Pseudo-Doku-Soap Verdachtsfälle.
In dem Song It’s All Your Fault verkündet sie im Songtext: “I conjure up the thought of being gone, but I’d probably even do that wrong.” („Ich beschwöre den Gedanken herauf, gegangen zu sein, doch selbst dazu bin ich nicht in der Lage.“) In Glitter In The Air stellt Pink viele Fragen, wie zum Beispiel: “Have you ever looked fear in the face and said I just don’t care?” („Hast du jemals der Angst ins Gesicht geguckt und gesagt ‚interessiert mich nicht‘?“) and “Have you ever hated yourself for staring at the phone?” („Hast du dich jemals dafür gehasst, nur aufs Telefon zu starren?“) Pink gibt zu, sie habe noch nicht alle Antworten auf diese Fragen gefunden, sie suche sie noch.

## Rezensionen
Reviews des Albums waren allgemein sehr positiv. Sydney’s The Daily Telegraph gab 4,5 Sterne und sagte, „Die Aufnahme ist eine ausbalancierte Mischung aus peppigen Popjuwelen und Midtempo-Balladen“, und fügte hinzu: „Die Kraft von Pink’s Pop liegt in der cleveren Nebeneinanderstellung von tief empfundener Ehrlichkeit über ihr Leben mit bezaubernden Refrains und unwiderstehlichen Melodien, maßgeschneidert, um von ihren Fans mitgeschrien zu werden.“
Andere positive Aussagen kamen von dem US Magazine, das dem Album 4 Sterne verlieh: „Die aufrührerische Grammy-Gewinnerin verschmilzt wieder einmal ungehemmte Texte mit perfekten Pop-Rock-Hooks auf ihrer elektrisierenden fünften CD. Von ihrem aggressiven Nr.-1-Hit So What bis zum verletzlichen Song Please Don’t Leave Me und der offenen Ballade I Don’t Believe You bestätigt Pink, dass sie noch in kämpferischer Verfassung ist.“
Gemischte Kritik kam z. B. von Rolling Stone und Blender, beide gaben 3 Sterne. Rolling Stone meinte: „Pink hat schon mal mehr Persönlichkeit gezeigt, und einige Cuts, einschließlich der vernarrten Ballade I Don’t Believe You, klingen einfach wie die jedes anderen stimmgewaltigen Chartstürmers auch. Funhouse wäre spaßiger, wenn sie lockerer an die Liebeslieder heranginge.“
Die britische Boulevardzeitung The Sun gab Funhouse eine glanzlose Kritik und schrieb: „Dies ist purer aufgeschlagener Pop-Rock, der manchmal ins Elektro-Gebiet ausschert und vollkommen vorhersehbar klingt.“ The Chicago Sun-Times gab nur einen Stern und beschrieb die Balladen als schrecklich und „nun sind zum ersten Mal die schnelleren Songs schlechter: abgedroschen, formelhaft und weniger Herz, was bisher immer stimmte“. The New York Times war recht passiv bei der Beurteilung und schrieb, das Album wäre etwas lustlos und trotz Pinks tiefer Enttäuschung in ihr und den anderen schaffe die Musik es nicht, sich instand zu halten. Obwohl die Sacramento Bee So What lobte, meinte sie, dass der Rest des Albums nicht an das frühere Temperament herankäme.

## Kommerzieller Erfolg

### Chartplatzierungen
| ChartsChartplatzierungen       | Höchstplatzierung | Wochen |
| ------------------------------ | ----------------- | ------ |
| Deutschland (GfK)              | 2 (109 Wo.)       | 109    |
| Österreich (Ö3)                | 3 (89 Wo.)        | 89     |
| Schweiz (IFPI)                 | 1 (97 Wo.)        | 97     |
| Vereinigte Staaten (Billboard) | 2 (24 Wo.)        | 24     |
| Vereinigtes Königreich (OCC)   | 1 (22 Wo.)        | 22     |

| ChartsJahrescharts (2008)      | Platzierung |
| ------------------------------ | ----------- |
| Deutschland (GfK)              | 32          |
| Österreich (Ö3)                | 28          |
| Schweiz (IFPI)                 | 11          |
| Vereinigte Staaten (Billboard) | 130         |
| Vereinigtes Königreich (OCC)   | 9           |

| ChartsJahrescharts (2009)      | Platzierung |
| ------------------------------ | ----------- |
| Deutschland (GfK)              | 6           |
| Österreich (Ö3)                | 4           |
| Schweiz (IFPI)                 | 3           |
| Vereinigte Staaten (Billboard) | 16          |
| Vereinigtes Königreich (OCC)   | 23          |

| ChartsJahrescharts (2010)      | Platzierung |
| ------------------------------ | ----------- |
| Deutschland (GfK)              | 23          |
| Österreich (Ö3)                | 64          |
| Schweiz (IFPI)                 | 46          |
| Vereinigte Staaten (Billboard) | 64          |

### Auszeichnungen für Musikverkäufe
| Land/Region                  | Auszeichnungen für Musikverkäufe (Land/Region, Auszeichnung, Verkäufe) | Verkäufe  |
| ---------------------------- | ---------------------------------------------------------------------- | --------- |
| Australien (ARIA)            | 13× Platin                                                             | 910.000   |
| Belgien (BRMA)               | Platin                                                                 | 30.000    |
| Brasilien (PMB)              | Gold                                                                   | 30.000    |
| Dänemark (IFPI)              | Platin                                                                 | 30.000    |
| Deutschland (BVMI)           | 4× Platin                                                              | 800.000   |
| Finnland (IFPI)              | Platin                                                                 | 22.895    |
| Frankreich (SNEP)            | Platin                                                                 | 100.000   |
| Golf-Kooperationsrat (IFPI)  | Gold                                                                   | 3.000     |
| Irland (IRMA)                | Platin                                                                 | 15.000    |
| Kanada (MC)                  | 4× Platin                                                              | 320.000   |
| Neuseeland (RMNZ)            | 4× Platin                                                              | 60.000    |
| Niederlande (NVPI)           | Platin                                                                 | 60.000    |
| Österreich (IFPI)            | 3× Platin                                                              | 60.000    |
| Polen (ZPAV)                 | Gold                                                                   | 10.000    |
| Russland (NFPF)              | Platin                                                                 | 20.000    |
| Schweden (IFPI)              | Platin                                                                 | 40.000    |
| Schweiz (IFPI)               | 3× Platin                                                              | 90.000    |
| Ungarn (MAHASZ)              | Gold                                                                   | 3.000     |
| Vereinigte Staaten (RIAA)    | 3× Platin                                                              | 3.000.000 |
| Vereinigtes Königreich (BPI) | 4× Platin                                                              | 1.351.000 |
| Insgesamt                    | 4× Gold · 46× Platin ·                                                 | 6.954.895 |

Hauptartikel: Pink (Musikerin)/Auszeichnungen für Musikverkäufe